# Freedomland
Freedomland is een Amerikaanse psychologische thriller uit 2006, geregisseerd door Joe Roth. De film is gebaseerd op de gelijknamige roman van Richard Price uit 1998, die thema's van verborgen racisme aansnijdt. De hoofdrollen worden vertolkt door Samuel L. Jackson en Julianne Moore.

## Verhaal
In de vroege ochtenduren verschijnt in een middenklassewijk van New Jersey een bebloede en gedesoriënteerde vrouw, in het Dempsy Medical Center. Zij is Brenda Martin, die nadat ze behandeld is voor shock en hysterie, aan rechercheur Lorenzo Council vertelt wat er met haar is gebeurd. Brenda vertelt dat ze naar een afgelegen laan in een onbebouwd gebied werd gereden dat de Dempsy-woningbouwprojecten scheidt. Aanvankelijk zegt ze dat ze door een Afro-Amerikaanse man uit de auto is gedwongen, maar dat overtuigt de rechercheur niet. Hij zet Brenda onder druk en na urenlang verhoor verklaart ze dat Cody, haar 4-jarige zoon op de achterbank van de auto zat.

## Rolverdeling
| Acteur               | Personage                   |
| -------------------- | --------------------------- |
| Samuel L. Jackson    | rechercheur Lorenzo Council |
| Julianne Moore       | Brenda Martin               |
| Edie Falco           | Karen Collucci              |
| Ron Eldard           | Danny Martin                |
| William Forsythe     | rechercheur Bobby Boyle     |
| Aunjanue Ellis       | Felicia                     |
| Anthony Mackie       | Billy Williams              |
| LaTanya Richardson   | Marie                       |
| Clarke Peters        | dominee Longway             |
| Peter Friedman       | luitenant Gold              |
| Domenick Lombardozzi | Leo Sullivan                |
| Aasif Mandvi         | Dr. Anil Chatterjee         |
| Philip Bosco         | priester                    |
| Dorian Missick       | Jason Council               |
| Colman Domingo       | mannelijke patiënt          |
| Marlon Sherman       | Cody                        |

## Productie
De opnames vonden plaats in Yonkers, New York. De filmmuziek werd gecomponeerd door James Newton Howard en uitgevoerd door het Hollywood Studio Symphony.

## Ontvangst
Op Rotten Tomatoes heeft Freedomland een waarde van 23% en een gemiddelde score van 4,50/10, gebaseerd op 147 recensies. Op Metacritic heeft de film een gemiddelde score van 43/100, gebaseerd op 35 recensies.

## Prijzen en nominaties
De belangrijkste:
| Jaar | Prijs | Categorie             | Genomineerde(n)   | Uitslag  |
| ---- | ----- | --------------------- | ----------------- | -------- |
| 2006 | Bambi | Film - Internationaal | Samuel L. Jackson | Gewonnen |